# Jacob 52
La Asociación Deportiva Jacob 52 es una entidad sin ánimo de lucro inscrita en el Registro Nacional de Asociaciones, cuyo fin es difundir la afición al vuelo en general y a la acrobacia en particular. 
La Patrulla Acrobática Jacob 52 es la única de carácter civil existente en España. Vuelan con aviones YAK-52. Todos los pilotos suman una gran experiencia, tanto en el ámbito militar como civil.

## Historia
La asociación fue creada en 1997 por Tomás Fernández Buergo, Javier Cabeza, Cristina Pérez Cottrel, Oscar González Pérez y Alejandro Rodríguez Ferreño.
Ya en diciembre de 2001, con ocasión de la presentación al público de la Asociación, se voló una formación de tres aviones liderada por nuestro recordado Santiago Estela. 
Hubo que esperar hasta el año 2003 para crear la actual patrulla, al contar con los primeros cuatro socios con la experiencia necesaria.
Su primera actuación pública fue en la conmemoración del Centenario de la Aviación que organizada por Jacob 52, se celebró en el Aeródromo de Casarrubios los días 6 y 7 de diciembre de 2003. Desde entonces, la Patrulla Jacob 52 ha estado presente en todos los eventos a los que ha sido invitada.
En el año 2004 se incorporó el "Solo" cuya función es mantenerse ante el público realizando acrobacia mientras la Patrulla alcanza la altura necesaria para comenzar la exhibición.

## El avión

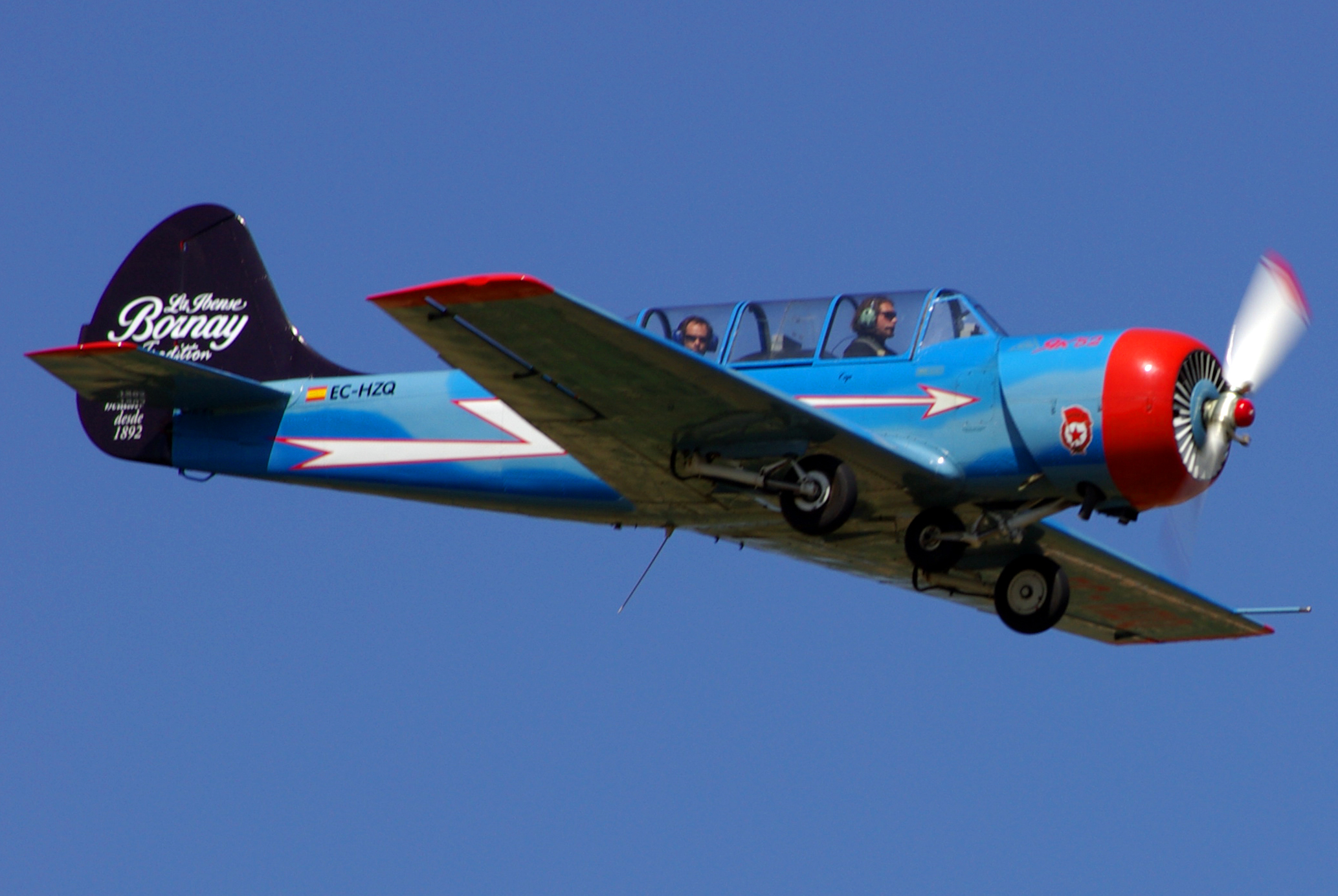
Yak-52 matrícula EC-HZQ de la asociación Jacob 52 dando una pasada en el aeródromo de Las Salinas.

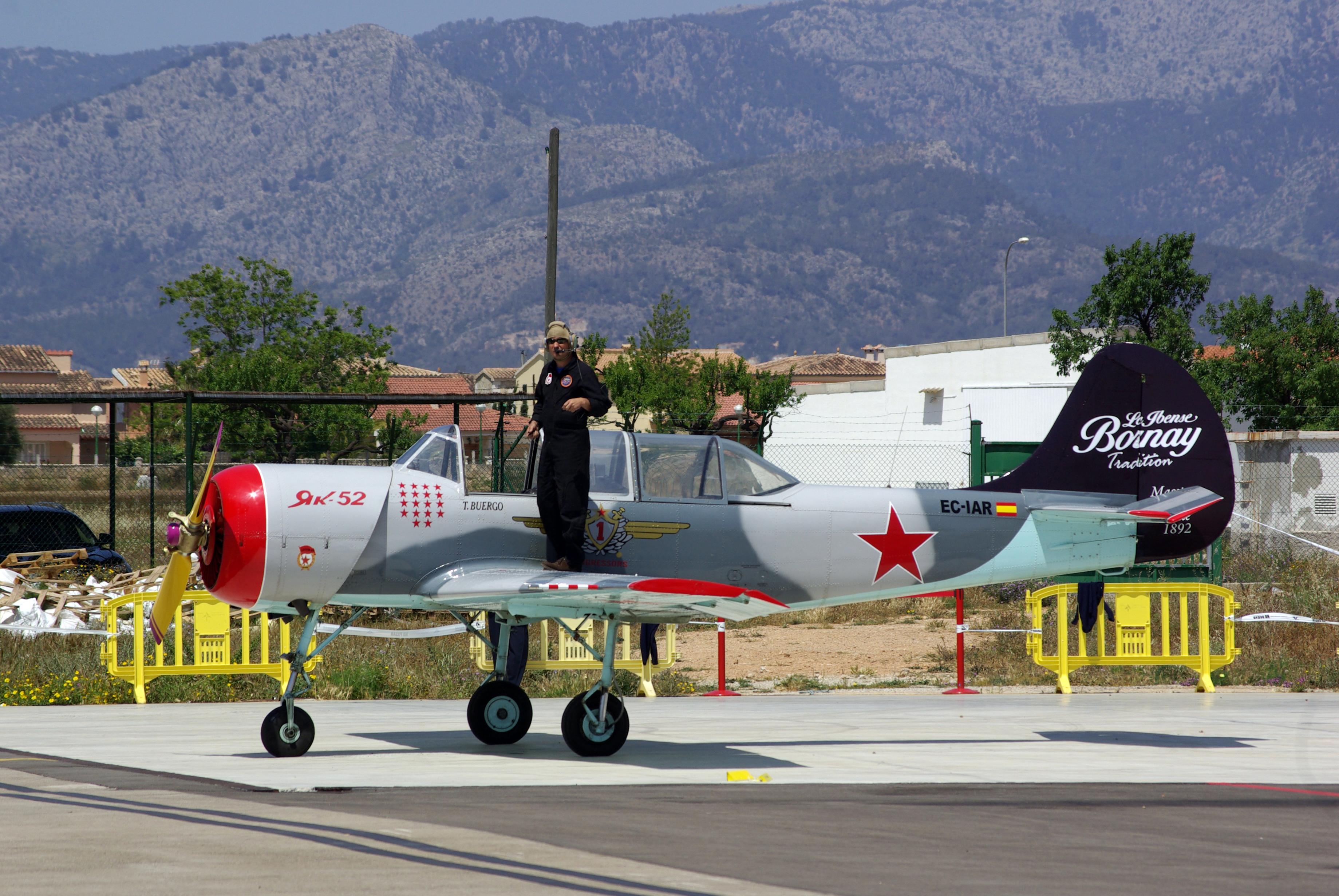
Malloryak 2008.

La patrulla Jacob 52 utiliza cinco aviones Yakovlev Yak-52 de origen ruso. Es un avión biplaza acrobático capaz de alcanzar una velocidad de 243 nudos. Fue concebido para funciones aprendizaje y entrenamiento.

## Miembros de la patrulla
| Piloto                                    | Puesto 2007     |
| ----------------------------------------- | --------------- |
| Tomás Fernández Buergo (Llanes, Asturias) | Líder           |
| Juan José Barta Hernández (Madrid)        | Punto derecho   |
| Emilio Ranz Serrano (Madrid)              | Punto izquierdo |
| Gonzalo O’Kelly Pérez (Cuenca)            | Perro           |
| Manuel Rey Cordero "Coco" (Galicia)       | Solo            |

La patrulla la componen cinco pilotos que ocupan cinco demarcaciones de nombres diferentes. Estas son:
- Líder: en la formación estándar de la patrulla, el líder ocupa la cabeza, extendiéndose los demás a los lados y detrás de este. El líder dirige a toda la patrulla en vuelo.
- Puntos derecho e izquierdo: los puntos van detrás y a ambos lados del líder. Cada uno tiene la misión de proporcionar estabilidad a su ala corresondiente.
- Perro: el perro vuela detrás del líder y de los puntos, formando los cuatro un rombo.
- Solo: el encargado de las maniobras que ponen más al límite las características del avión.

Estos cinco aviones pueden combinarse en multitud de formaciones, incluyendo el rombo o diamante, la flecha o la pescadilla cerrada.

## La exhibición
A pesar de lo difícil que es compaginar el trabajo de cada uno, se realizan unas jornadas de entrenamiento trimestrales, en las que además de afinar las maniobras de la exhibición, se proporciona la posibilidad de mejorar el nivel de vuelo en formación a los Socios de Jacob 52 que lo desean, con la intención de disponer de “cantera” para el futuro. Además, en los días previos a las exhibiciones se procura realizar un entrenamiento específico.
La exhibición de la Patrulla Jacob 52 consta de las siguientes maniobras, cuyo orden puede variar en función de las condiciones del terreno en la zona de exhibición.
- 1.- Pasada inicial en rombo o diamante. Subida a 1000 m.
- 2.- Maniobras del solo.
- 3.- Hoja de Trébol.
- 4.- Looping.
- 5.- Ocho Perezoso.
- 6.- Tonel.
- 7.- Looping.
- 8.- Cambio de formación, de rombo a flecha.
- 9.- Cambio de formación, de flecha a pescadilla cerrada.
- 10.- Looping con rotura vertical.
- 11.- Cruce.
- 12.- Alineación para salida.
- 13.- Pasada final individual con Tonel de salida.

Las circunstancias meteorológicas pueden obligar a suprimir algunas maniobras verticales.